# Унско-Санский кантон
Унско-Санский кантон (босн. Unsko-sanski kanton, хорв. Unsko-sanska županija, серб. Унско-сански кантон) — один из 10 кантонов Федерации Боснии и Герцеговины, входящей в Боснию и Герцеговину.

## География
Расположен в северо-западной части страны, назван по рекам Уна и Сана. Административным центром кантона является город Бихач. Состоит из восьми общин: Бихач, Босанска-Крупа, Босански-Петровац, Бужим, Велика-Кладуша, Ключ, Сански-Мост и Цазин.

## Население
На 2013 год более 90 % населения кантона составляли босняки.